# Illumination (альбом Tristania)
Illumination — пятый студийный альбом норвежской готик-метал-группы Tristania, вышедший в 2007 году. Это последний альбом группы перед кардинальной сменой состава, в том числе последний с вокалом Вибеке Стене. В записи принял участие Ворф, вокалист группы Samael.

## Список композиций
1. «Mercyside» — 4:39
2. «Sanguine Sky» — 3:50
3. «Open Ground» — 4:40
4. «The Ravens» — 5:06
5. «Destination Departure» — 4:34
6. «Down» — 4:32
7. «Fate» — 4:59
8. «Lotus» — 5:08
9. «Sacrilege» — 4:15
10. «Deadlands» — 6:39

Бонус-треки (ограниченный тираж)
1. «In The Wake (bonus)» — 4:08 (в европейском издании)
2. «Ab Initio (bonus)» — 5:44 (в североамериканском издании)

## Участники записи

### Tristania
- Вибеке Стене — вокал
- Андерс Хидле — гитара
- Руне Остерхус — бас-гитара
- Эйнар Моэн — синтезатор
- Кеннет Олсон — ударные
- Кьётиль Ингебретсен — экстрим-вокал
- Эстен Бергёй — чистый вокал

### Сессионные участники
- Ворф — харш-вокал В «Mercyside», «The Ravens», «In The Wake»
- Петра Шталц — скрипка
- Хейке Хаусхалтер — скрипка
- Моника Малек — скрипка
- Геса Ханген — виолончель